# Amore al quadrato
Amore al quadrato (in polacco Miłość do kwadratu) è un film del 2021 diretto da Filip Zylber.

## Trama
Mentre Monika ama stare nell'ombra, Stefan ama stare sempre sotto i riflettori, al centro dell'attenzione. Non potrebbero essere più diversi, ma gli opposti si attraggono.

## Distribuzione
Il film è stato distribuito sulla piattaforma Netflix a partire dall'11 febbraio 2021.

## Sequel
Il film ha avuto due seguiti nel 2023, dal titolo Amore al quadrato: Ricominciamo e Amore al quadrato: Per sempre.